# Jonathan Hivert
Jonathan Hivert (23 de março de 1985, Chambray-lès-Tours, França) é um ciclista profissional que atualmente corre para a equipa B&B Hotels p/b KTM.
Fez seu passo a profissionais em 2006 com o Credit Agricole após ter estado um ano como aprendiz nesta mesma equipa. Alinhou pela equipa do Skil-Shimano para a temporada de 2009.
Desde 2010 até 2013 competiu pela equipa ciclista francês Saur-Sojasun. Em 2014 devido ao desaparecimento da equipa Sojasun alinhou pela equipa Belkin-Pro Cycling Team. Em 2015 alinhou nas fileiras do conjunto francêsa Bretagne-Séché Environnement.

## Palmarés
| - 2008 - 1 etapa do Circuit de Lorraine - 2010 - Grande Prêmio Ciclista a Marsellesa - 2011 - 1 etapa da Volta à Andaluzia - Paris-Troyes - Klasika Primavera - 2012 - 1 etapa do Volta à Romandia - 2013 - Étoile de Bessèges - 2 etapas da Volta à Andaluzia | - 2017 - Volta a Castela e Leão, mais 1 etapa - 2018 - Tour de Haut-Var, mais 2 etapas - 1 etapa da Paris-Nice - Tour de Finistère - 2019 - Grande Prêmio Miguel Indurain - 1 etapa da Volta a Aragão |

## Resultados em Grandes Voltas
| Corrida | Corrida         | 2006 | 2007 | 2008 | 2009  | 2010 | 2011 | 2012 | 2013  | 2014 | 2015 | 2016 | 2017 | 2018 | 2019 | 2020 | 2021 |
| ------- | --------------- | ---- | ---- | ---- | ----- | ---- | ---- | ---- | ----- | ---- | ---- | ---- | ---- | ---- | ---- | ---- | ---- |
|         | Giro d'Italia   | —    | —    | —    | —     | —    | —    | —    | —     | —    | —    | —    | —    | —    | —    | —    | —    |
|         | Tour de France  | —    | —    | —    | 154.º | —    | 97.º | —    | 151.º | —    | —    | —    | —    | —    | —    | —    | —    |
|         | Volta a Espanha | —    | —    | —    | —     | —    | —    | —    | —     | —    | —    | —    | —    | —    | —    | 86.º | —    |

—: não participa

Ab.: abandono

## Equipas
- Credit Agricole (2006-2008)
- Skil-Shimano (2009)
- Sojasun (2010-2013)
  - Saur-Sojasun (2010-2012)
  - Sojasun (2013)
- Belkin-Pro Cycling Team (2014)
- Bretagne/Fortuneo (2015-2016)
  - Bretagne-Séché Environnement (2015)
  - Fortuneo-Vital Concept (2016)
- Direct Énergie (2017-2020)
  - Direct Énergie (2017-04.2019)
  - Team Total Direct Énergie (04.2019-2020)
- B&B Hotels p/b KTM (2021-)